# Ти, Дивайн
Дивайн Рузвелт Ти (англ. Divine Roosevelt Teah; родился 19 апреля 2006) — либерийский футболист, полузащитник чешского клуба «Славия Прага».

## Клубная карьера
Выступал за либерийские клубы «Масса» и «Нимба».
19 апреля 2024 года после достижения совершеннолетия подписал со шведским «Хаммарбю» контракт, рассчитанный на четыре года.

## Карьера в сборной
30 сентября 2021 года 15-летний игрок дебютировал в составе сборной Либерии по футболу.